# JPMorgan Chase Open 2006
JPMorgan Chase Open 2006 — жіночий тенісний турнір, що проходив на відкритих кортах з твердим покриттям у Лос-Анджелесі (США). Належав до турнірів 2-ї категорії в рамках Туру WTA 2006. Відбувсь утридцятьтретє і тривав з 7 до 13 серпня 2006 року. Третя сіяна Олена Дементьєва здобула титул в одиночному розряді й отримала 95 тис. доларів США.

## Фінальна частина

### Одиночний розряд
Олена Дементьєва —  Єлена Янкович, 6–3, 4–6, 6–4
- Для Дементьєвої це був 2-й титул в одиночному розряді за рік і 6-й — за кар'єру.

### Парний розряд
Вірхінія Руано Паскуаль /  Паола Суарес —  Даніела Гантухова /  Ай Суґіяма, 6–3, 6–4